# Pokróvskoye
Pokróvskoye (del ruso: Покровское) es un pueblo (seló) ubicado en el óblast de Tiumén, en Rusia. El pueblo de Pokróvskoie está en la margen izquierda del río Turá, 80 kilómetros al este de la ciudad de Tiumén.
Se trata de una aldea que es un lugar de paso de peregrinos y viajeros con un clima extremadamente frío.

## Historia
El pueblo de Pokróvskoye tiene más de 360 años. En 1642 se construyó una fortaleza y una iglesia en honor a Pokrov, nombrada esta como Slobodá. Hay dos calles anchas y grandes. Una de ellas es la Sovétskaya, el camino anterior a Tobolsk. Cerca de Pokróvskoye había una cárcel para convictos. Pokróvskoye fue visitado por F.M. Dostoyevski (escritor, 1821-1881), Aleksandr Radíshchev (escritor, 1749-1802), y los decembristas (revolucionarios rusos de la década de 1820). La musa y esposa de Salvador Dalí, Elena Ivánovna Diákonova, conocida como Gala, también vivió un tiempo en este lugar.
A inicios del siglo XX Pokróvskoye se hizo famoso gracias a Grigori Rasputin, nacido y criado allí, y que fue nombrado Profeta Siberiano. Rasputin ha sido
una de las personas más enigmáticas de la historia rusa. La familia real pasó por Pokróvskoye en su último viaje oficial. Poco antes de morir, Rasputin predijo a su amigo y luego enemigo, el obispo Hermoguén, un futuro siniestro: «pasarás por mi ciudad natal, pero sin mí». En junio de 1918, las tropas comunistas en retirada capturaron al obispo y después lo ahogaron en el río Turá cerca de Pokróvskoye. En otoño de 2005, cuando sus reliquias fueron encontradas en la Catedral de Sofía en Tobolsk, una gran cruz fue puesta en el lugar donde fue asesinado.
En septiembre de 2005, la bisnieta de Rasputin, doña Lorane Io (Solovyoff), que vive en Francia, visitó Pokróvskoye. Actualmente, el gobierno de la región de Tiumén ha puesto en marcha un proyecto para desarrollar la infraestructura turística de Pokróvskoye, con la construcción de un museo, la reconstrucción de la zona, un centro comercial, un hotel y la mejora de las infraestructuras y servicios del pueblo.

## Clima
Pokróvskoye tiene un clima típicamente siberiano, un clima continental húmedo (Dfb), aunque está en el límite con el clima subártico de la misma clasificación Dfc).
| Parámetros climáticos promedio de Pokróvskoye | Parámetros climáticos promedio de Pokróvskoye | Parámetros climáticos promedio de Pokróvskoye | Parámetros climáticos promedio de Pokróvskoye | Parámetros climáticos promedio de Pokróvskoye | Parámetros climáticos promedio de Pokróvskoye | Parámetros climáticos promedio de Pokróvskoye | Parámetros climáticos promedio de Pokróvskoye | Parámetros climáticos promedio de Pokróvskoye | Parámetros climáticos promedio de Pokróvskoye | Parámetros climáticos promedio de Pokróvskoye | Parámetros climáticos promedio de Pokróvskoye | Parámetros climáticos promedio de Pokróvskoye | Parámetros climáticos promedio de Pokróvskoye |
| Mes                                           | Ene.                                          | Feb.                                          | Mar.                                          | Abr.                                          | May.                                          | Jun.                                          | Jul.                                          | Ago.                                          | Sep.                                          | Oct.                                          | Nov.                                          | Dic.                                          | Anual                                         |
| --------------------------------------------- | --------------------------------------------- | --------------------------------------------- | --------------------------------------------- | --------------------------------------------- | --------------------------------------------- | --------------------------------------------- | --------------------------------------------- | --------------------------------------------- | --------------------------------------------- | --------------------------------------------- | --------------------------------------------- | --------------------------------------------- | --------------------------------------------- |
| Temp. máx. media (°C)                         | -14.1                                         | -11.9                                         | -3.0                                          | 7.5                                           | 16.1                                          | 21.6                                          | 23.8                                          | 20.1                                          | 14.4                                          | 4.4                                           | -5.0                                          | -10.8                                         | 5.3                                           |
| Temp. media (°C)                              | -18.2                                         | -16.5                                         | -8.1                                          | 2.7                                           | 10.4                                          | 16.2                                          | 18.8                                          | 15.3                                          | 9.8                                           | 1.1                                           | -8.3                                          | -14.6                                         | 0.7                                           |
| Temp. mín. media (°C)                         | -22.3                                         | -21.1                                         | -13.1                                         | -2.0                                          | 4.8                                           | 10.8                                          | 13.8                                          | 10.5                                          | 5.3                                           | -2.1                                          | -11.6                                         | -18.4                                         | -3.8                                          |
| Precipitación total (mm)                      | 25                                            | 17                                            | 16                                            | 26                                            | 40                                            | 62                                            | 87                                            | 62                                            | 48                                            | 39                                            | 34                                            | 28                                            | 484                                           |
| Fuente:                                       |                                               |                                               |                                               |                                               |                                               |                                               |                                               |                                               |                                               |                                               |                                               |                                               |                                               |